# Ctenodactylus vali
Ctenodactylus vali é uma espécie de roedor da família Ctenodactylidae.
Pode ser encontrado na Líbia, Argélia e Marrocos, em duas populações isoladas.